# Vidzi

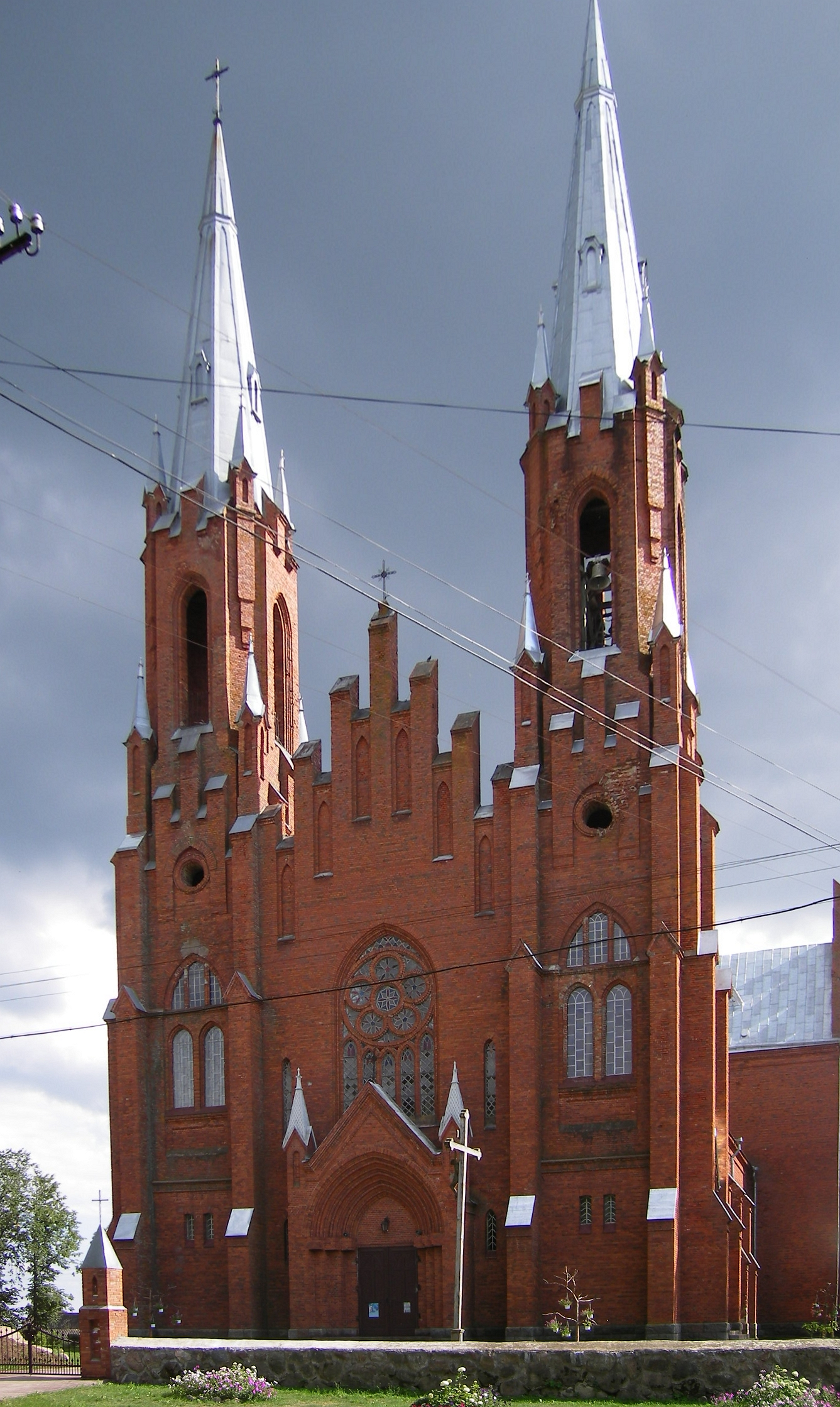
A Szentháromság-templom

Vidzi (Відзы, Видзы) városi jellegű település Fehéroroszország Vicebszki területének Braszlavi járásában, a litván határ közelében. A járási székhelytől 35 km-re délnyugatra fekszik. Mintegy 2,1 ezer lakosa van . 

## Történelem
Első említése a 15. századból származik. A település lakosai részt vettek az 1794-es Kościuszko-felkelésben, melynek helyi vezetője Tamas Vavzsecki (1744-1816) volt, akit itt temettek el. 1795-ben csatolták Oroszországhoz. 1919-1939 között Lengyelországhoz tartozott. A német megszállás (1941-1944) előtt jelentős számú zsidó lakossága volt. 1940-től 1962-ig a Vidzi járás székhelye volt.

## Gazdaság
Tejfeldolgozás, téglagyártás. A településen áthalad a Braszlav-Pasztavi közötti P27-es országút. 8 km-re délre Vidzitől Germanovscsina falunál közúti határátkelőhely Litvánia (Didžiasalis) felé.

## Nevezetességek
Vidzi legfontosabb műemléke a kéttornyú, vörös téglából, neogótikus stílusban épült Szentháromság-templom (1915). A régi vízimalom épülete és az Uszpenszkij-templom (1910) tarthat még számot a látogatók érdeklődésére. A közelben találhatóak a Braszlavi-tóvidékhez tartozó Boginszkoje- és Szekli-tavak.

## Külső hivatkozások
- Fényképek a régi Vidziből
- Fényképek a Radzima.org-on
- Nevezetességek (oroszul)